# فدراسیون بین‌المللی آیکیدو
فدراسیون بین‌المللی آیکیدو یک نهاد حاکم بر جهان برای ورزش آیکیدو است.

## ساختار
فدراسیون بین‌المللی آیکیدو در سال ۱۹۷۶ تشکیل شد تا به عنوان یک سازمان اولیه جهانی در زمینه آیکیدو فعالیت کند. این سازمان یک چتری برای سازمان‌های عضو که بیش از ۴۰ کشور هستند (به عنوان مثال فدراسیون آیکیدو کل ژاپن یک عضو است) می‌باشد. همه اعضا باید توسط هومبو شناخته شوند، بنابراین IAF منحصراً نماینده مدرسه Aikikai هستند. IAF یک سازمان اسمی دموکراتیک است اما برای حفاظت از تمامیت «فنی و اخلاقی» آیکیدو نقش ویژه ای به شورای مربیان ارشد اختصاص می‌دهد. IAF در حال حاضر فقط یک سازمان عضو را در هر کشور پذیرفته و به هر یک از این اعضا رأی برابر می‌دهد (از سازمان ملل متحد الگو گرفته شده‌است؛ لزوماً به هر دانش آموز Aikikai نمایندگی برابر ندارد).
فدراسیون بین‌المللی آیکیدو، آیکیدو را در بازی‌های جهانی نشان می‌دهد. IAF همچنین هر چهار سال یکبار کنگره‌های بین‌المللی آیکیدو را برگزار می‌کند و آموزش مستقیم بین دانشجویان آیکیدو کشورهای مختلف را تسهیل می‌کند. این آموزش مشترک توسط ارشدترین مربیان آیکیدو جهان انجام می‌گردد و همچنین کانال ارتباطی رسمی با هومبو را فراهم می‌کند.
فدراسیون بین‌المللی آیکیدو لیستی از کشورها و سازمان‌های عضو خود را منتشر می‌کند.

## تاریخچه رئیس سازمان
- گای بونفوند (۱۹۷۴–۱۹۸۴)
- جورجیو ونری (۱۹۸۴–۱۹۹۶)
- پیتر گلدزبری (۱۹۹۶–۲۰۱۶)

پیتر گلدزبوری استاد اسطوره‌شناسی تطبیقی در هیروشیما است و طی سالهای طولانی تمرین، مقاله بزرگی از آیکیدو را منتشر کرده‌است. در اوایل سال ۲۰۱۶ پیتر گلدزبری بازنشستگی خود را اعلام کرد و پس از انتخاباتی که در طی دوازدهمین کنگره IAF در سپتامبر ۲۰۱۶ در شهر تاکازاکی (استان گونما ژاپن) برگزار شدرسما از سمت خود کناره‌گیری کرد.
- کی ایزاوا (2016[۷])

کی ایزاوا پیش از این به عنوان دبیرکل فدراسیون بین‌المللی ایکیدو خدمت می‌کرد و همچنین وی شرح حال موریهه اوشیبا راکه پسرش کیشومارو اوشیبا نوشته‌است به انگلیسی ترجمه کرده‌است.

## مناسبت‌ها

### کنگره بین‌المللی فدراسیون آیکیدو
هر چهار سال فدراسیون بین‌المللی آیکیدو کنگره ای در ژاپن برگزار می‌کند که در آن هیئت‌های نمایندگی از همه کشورهای عضو برای یک هفته تمرین تحت هدایت اساتید عالی‌رتبه اعم از ژاپنی و خارجی انجام می‌دهند. در کنار سمینار جلسات کمیته هدایت و همچنین انتخابات برگزار می‌شود. آخرین کنگره در سپتامبر ۲۰۱۶ در شهر تاکازاکی (گونما) برگزار شد.

### سایر رویدادها
فدراسیون بین‌المللی آیکدو در هر دو المپیک هنرهای رزمی که به ترتیب در سالهای ۲۰۱۰ و ۲۰۱۳ در چین و روسیه برگزار شد حضور داشت.